# Stay Hungry (album)
Pour les articles homonymes, voir Stay Hungry.
Albums de Twisted Sister
You Can't Stop Rock 'n' Roll
(1983) Come Out and Play
(1985)
Stay Hungry est un album du groupe glam metal américain Twisted Sister, sorti en 1984 sous le label Atlantic Records. Comportant les deux plus grands classiques du groupe, I Wanna Rock et We're Not Gonna Take It et atteignant les 3 millions d'exemplaires vendus (triple disque de platine), c'est le plus grand succès des TS.

## Pistes
Toutes les pièces sont des compositions (paroles/musique) de Dee Snider.
1. Stay Hungry - 3:03
2. We're Not Gonna Take It - 3:40
3. Burn In Hell - 4:43
4. Horror-Teria (The Beginning): A) Captain Howdy B) Street Justice - 7:43
5. I Wanna Rock - 3:03
6. The Price - 3:49
7. Don't Let Me Down - 4:27
8. The Beast - 3:29
9. S.M.F.- 3:00

## Musiciens
- Voix : Dee Snider
- Guitare : Jay Jay French
- Guitare : Eddie "Fingers" Ojeda
- Basse : Mark Mendoza
- Batterie : A.J. Pero (Anthony Jude Pero)